# ウィリアム・アイリッシュ

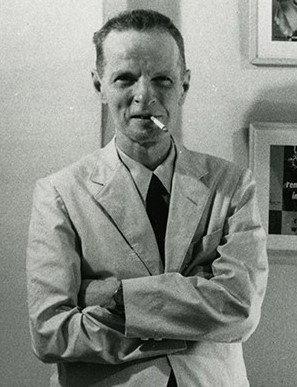
ウィリアム・アイリッシュ

ウィリアム・アイリッシュ（William Irish, 1903年12月4日 - 1968年9月25日）は、アメリカ合衆国の推理作家。本名はコーネル・ジョージ・ホプリー＝ウールリッチ（Cornell George Hopley-Woolrich）。主にコーネル・ウールリッチという名前で創作活動を行っていたが、一部の作品ではウィリアム・アイリッシュやジョージ・ホプリーという筆名を使用していた。日本ではアイリッシュ名義の『幻の女』が有名であるためか、ウィリアム・アイリッシュと呼ばれることが多い。

## 経歴
ニューヨークで生まれた。少年時代に母親のクレアと土木技師の父親が離婚し、しばらく父親とともにメキシコで暮らしていた。1921年にニューヨーク市の母親のもとに身を寄せ、コロンビア大学に入学し、ジャーナリズムを専攻したが、在学中から小説を書き始め、大学を中退する。
1926年に最初の小説「Cover Charge」を出版した。当初はF・スコット・フィッツジェラルドの影響を強く受けたジャズ・エイジ作家だった。
1931年には「Cover Charge」を映画化したプロデューサー、スチュアート・ブラックトンの娘バイオレット・ヴァージニア・ブラックトンと結婚するが、この結婚は3ヶ月しか続かなかった。妻が彼の日記に、同性愛者との浮気についての記述を見つけたのがきっかけだった。彼女は、彼が夜遅くになると、同性との出会いとアバンチュールを求めて出かけていること、そのために船員服を持っていたことまで知ってしまったのである。
1933年、二人の婚姻は法的にも解消された。ブロードウェー西113番街の「マルセーユ・ホテル」で母親と同居を始めた。この後35年間に渡り、彼は住居というものを持たず、母と共にホテルを転々とする暮らしを続ける。
1934年から推理小説の短編をパルプマガジン向けに書き始め、しだいにその数を増やしていった。1940年の『黒衣の花嫁』から長編も書くようになり、サスペンス小説作家として地位を高めていった。1942年に「ダイム探偵マガジン」誌に、ウィリアム・アイリッシュ名義で「それは殺人でなければならない（It Had to Be Murder）」を発表。以後この名前で知られるようになる。 
1940年代後半から母が重病となり、出版される小説はしだいに減っていった。1957年10月6日には母が死に、元々厭人的であった性格がさらにひどくなった。母親の死後、今度は伯母と同居する形で「フランコニア・ホテル」に移った。これは母親と暮らしていたホテルよりも粗末なものであった。
最晩年、彼はひとり、豪華なホテルに住まいを移すが、自分の体をいたわることのない生活はそのままであった。絶えず喫煙し、酒量も増え、糖尿病やアルコール中毒に苦しめられた。また、足に合わない靴を延々と履き続けたことから壊疽が起こるも、医者に見せようともせず、結局医者に見せたときには既に手遅れで、足を切断する羽目となった。
1968年に死亡し、ニューヨークのハーツデールのファーンクリフ墓地に埋葬された。遺族はおらず、葬儀への参列者は5人だけだった。また死亡時、彼の体重は89ポンド（40kg）しかなかった。人気作家であった彼の口座には、死亡時、百万ドルの残高があった。
彼は、在籍していたコロンビア大学にジャーナリスト育成の奨学金として85万ドルを寄贈している。

## 作風
追われる者の不安や孤独を描くことを得意としており、その作風はサスペンス派に分類することができる。哀愁味が溢れる美しい文体から、“サスペンスの詩人”と呼ばれている。『幻の女』の冒頭の一文はとりわけ有名でしばしば引用され、作家の小泉喜美子は「どれだけの人が衝撃を受けただろう」と書いている。
ストーリー設定としては、期限内に事件を解決しなければ死んでしまうというタイム・リミットを設定したものや、自分は無実なのに誰も自分の言うことを信じてくれないといった状況を描いたものが多い。論理的な推理を中心に据えた本格推理とは一線を画する。
日本の吉原を舞台にした「ヨシワラ殺人事件』（The Hunted）という短編がある。「フジヤマ・ゲイシャ・ハラキリ」調の奇天烈な描写とともに、男尊女卑文化や日本の刑事のがさつさが強調された内容である。
長編の代表作である1942年の『幻の女』は、江戸川乱歩の「新しい探偵小説であり、すぐに訳すべきである」という評価によって日本で圧倒的な知名度を持っている。短編の代表作である1942年の『裏窓』は、アルフレッド・ヒッチコック監督により映画化された。
アイリッシュ（ウールリッチ）作品の殆どはノンシリーズのそれだけで完結する作品だが、シリーズとして「聖アンセルムホテル」を舞台にホテル専属のストライカー探偵が自殺または殺人の謎に挑む中編（アンセルム913号室）、数十年にわたりホテルに宿泊した人々の運命を綴る連作（アンセルム923号室）の作品群がある。

## 主な作品

### 普通小説
- 1926年 Cover Charge　- 著者の処女長編。
- 1927年 Children of the Ritz
- 1929年 タイムズ・スクェア (Times Square)
- 1930年 A Young Man's Heart
- 1931年 The Time of Her Life
- 1932年 マンハッタン・ラブソング (Manhattan Love Song)[3]

### 推理小説（長編）
- 1940年 黒衣の花嫁 (The Bride Wore Black)　- 最初のミステリ長編。1968年に映画化。
- 1941年 黒いカーテン (The Black Curtain)
- 1942年 黒いアリバイ (The Black Alibi)
- 1942年 幻の女 (Phantom Lady)（ウィリアム・アイリッシュ名義）
- 1943年 黒い天使 (The Black Angel)
- 1944年 恐怖の冥路 (The Black Path of Fear)
- 1944年 暁の死線 (Deadline at Dawn)（ウィリアム・アイリッシュ名義）
- 1945年 夜は千の目をもつ (Night Has a Thousand Eyes)（ジョージ・ホプリー名義）
- 1947年 暗闇へのワルツ (Waltz into Darkness)（ウィリアム・アイリッシュ名義）
- 1948年 死者との結婚 (I Married a Dead Man)（ウィリアム・アイリッシュ名義）
- 1948年 喪服のランデヴー (Rendezvous in Black)
- 1950年 野性の花嫁 (Savage Bride)
- 1950年 恐怖 (Fright)（ジョージ・ホプリー名義）
- 1951年 死刑執行人のセレナーデ (Strangler's Serenade)（ウィリアム・アイリッシュ名義）
- 1959年 死はわが踊り手 (Death is My Dancing Partner)
- 1960年 運命の宝石 (The Doom Stone)
- 1987年 夜の闇の中へ (Into the Night)（遺稿をローレンス・ブロックが補綴したもの）

### 連作
- 1958年 聖アンセルム923号室 (Hotel Room)

### 短編集
- 1943年 I Wouldn't Be in Your Shoes - アイリッシュ名義の最初の短編集。
- 1956年 悪夢 (Nightmare)
- 1981年 今夜の私は危険よ (The Fantastic Stories of Cornel Woolrich)
  -     - 魅せられた死
    - 今夜の私は危険よ
    - コブラの接吻
    - ジェーン・ブラウンの死体
    - だれかの衣装─だれかの人生

### 邦訳出版
- ハヤカワ・ポケット・ミステリ （シリーズ番号/名義/訳者）
  - 1953年 黒衣の花嫁（103/コーネル・ウールリッチ/黒沼健）
  - 1954年 暁の死線（123/ウィリアム・アイリッシュ/砧一郎）
  - 1955年 幻の女（183/ウィリアム・アイリッシュ/黒沼健）
    - 1975年 改訂版（稲葉明雄）

  - 1955年 妄執の影（186/ウィリアム・アイリッシュ/黒沼健）（短編集）
  - 1956年 睡眠口座（296/コーネル・ウールリッチ/妹尾韶夫 他）（短編集）
  - 1957年 喪服のランデヴー（363/コーネル・ウールリッチ/高橋豊）
  - 1957年 黒い天使（373/コーネル・ウールリッチ/黒沼健）
  - 1957年 恐怖（381/コーネル・ウールリッチ/高橋豊）
  - 1958年 暗闇へのワルツ（355/ウィリアム・アイリッシュ/高橋豊）
  - 1958年 死者との結婚（465/ウィリアム・アイリッシュ/中村能三）
  - 1959年 死刑執行人のセレナーデ（466/ウィリアム・アイリッシュ/高橋豊）
  - 1959年 聖アンセルム923号室（506/コーネル・ウールリッチ/宇野利泰）
  - 1959年 死はわが踊り手（509/コーネル・ウールリッチ/高橋豊）
  - 1959年 恐怖の冥路（532/コーネル・ウールリッチ/高橋豊）
  - 1961年 野生の花嫁（636/コーネル・ウールリッチ/高橋豊）
  - 1961年 ぎろちん（648/コーネル・ウールリッチ/稲葉明雄）（短編集）
  - 1961年 運命の宝石（651/コーネル・ウールリッチ/永井淳）
  - 1963年 自殺室（753/コーネル・ウールリッチ/稲葉由紀）（短編集）
  - 1963年 悪夢（773/コーネル・ウールリッチ/高橋豊）（短編集）
  - 1965年 わたしが死んだ夜（894/コーネル・ウールリッチ/稲葉明雄）（短編集）
  - 1971年 もう探偵はごめん（1153/コーネル・ウールリッチ/稲葉明雄）（短編集）
  - 1983年 今夜の私は危険よ（1422/コーネル・ウールリッチ/高橋豊）（短編集）
- 創元推理文庫（アイリッシュ短編集1～6）
  - 1972年 晩餐後の物語（ウィリアム・アイリッシュ名義）
  - 1972年 死の第三ラウンド（ウィリアム・アイリッシュ名義）
  - 1973年 裏窓（ウィリアム・アイリッシュ名義）
  - 1974年 シルエット（ウィリアム・アイリッシュ名義）
  - 1975年 わたしが死んだ夜（ウィリアム・アイリッシュ名義）
  - 1977年 ニューヨーク・ブルース（ウィリアム・アイリッシュ名義）
- 集英社文庫
  - 1997年 ホテル探偵ストライカー
    - 聖アンセルム913号室[4]
    - 殺しの足音
    - 眼
- 晶文社
  - 1976年 さらばニューヨーク（ウィリアム・アイリッシュ名義）
- 新樹社
  - 1999年 見えない死
- 白亜書房（コーネル・ウールリッチ傑作短篇集1～5、別巻）
  - 2002年 砂糖とダイヤモンド
  - 2002年 踊り子探偵
  - 2003年 シンデレラとギャング
  - 2003年 マネキンさん今晩は
  - 2003年 耳飾り
  - 2003年 非常階段

## 映画化作品
アイリッシュの作品は数多く映画化されている。以下に主なものを挙げる。
- 裏窓（アルフレッド・ヒッチコック監督）
- 黒衣の花嫁（フランソワ・トリュフォー監督）
- 暗くなるまでこの恋を（フランソワ・トリュフォー監督）
- 夜は千の目を持つ（ジョン・ファロー監督）
- ビデオゲームを探せ！ Cloak & Dagger（リチャード・フランクリン監督）
- 黒い天使（ロイ・ウィリアム・ニール監督）
- 幻の女（ロバート・シオドマク監督）
- 暁の死線（ハロルド・クラーマン監督）
- 窓（テッド・テズラフ監督）
- ポワゾン（マイケル・クリストファー監督） - 『暗くなるまでこの恋を』のリメイク。
- レオパルドマン 豹男（ジャック・ターナー監督） - 『黒いアリバイ』を原作とする。
- ああ爆弾（岡本喜八監督） - 『ぎろちん』収録の「万年筆」を原作とする。
- 死者との結婚（1960年、松竹、高橋治監督）- 原作では列車事故により花嫁が入れ替わるが、舞台を瀬戸内海の船の事故と四国に置き換えている[5]。
- 幻の花嫁（1979年、TBS花王愛の劇場）- 『死者との結婚』を原作とするテレビドラマ。舞台を伊豆大島への船（東海汽船）の事故と山梨県勝沼町に置き換えている。
- 夢一族 ザ・らいばる（1979年、東映、久世光彦監督） - 『睡眠口座』を原作とする。
- 仮面の花嫁 暗闇へのワルツ （1981年、TVM、神代辰巳監督） - 『暗闇へのワルツ』を原作とする。